# Ricardo Arruda
Ricardo Arruda Nunes (São Paulo, 24 de abril de 1962) é um empresário, missionário evangélico e político brasileiro filiado ao Partido Liberal (PL), atualmente deputado estadual do Paraná. É membro da Igreja Mundial do Poder de Deus e já foi filiado ao PDT, PSC, DEM e ao PATRI.

## Vida pessoal
Nascido na cidade de São Paulo, Ricardo Arruda Nunes é filho de Osório Arruda Nunes Filho e Elisa Rosa Sabbato Arruda Nunes. Possui formação acadêmica em finanças e em 1986 concluiu especialização em Matemática Financeira, pós-graduação realizada pela Fundação Getúlio Vargas (FGV) de São Paulo.
Foi diretor presidente do Banco Comercial, atuando nesta instituição financeira de 1989 a 1995, em São Paulo. É ligado a Igreja Mundial do Poder de Deus, onde atuou como consultor financeiro na cidade de São Paulo.

## Carreira política
Em 2000 foi candidato a vereador pelo PDT em São Paulo (SP), não sendo eleito. Nas eleições de 2010, foi candidato pelo Partido Social Cristão (PSC) a deputado federal pelo Paraná, ficando como suplente à Câmara dos Deputados. Exerceu o mandato de deputado federal no início de 2013, após a licença do deputado Edmar Arruda (PSC). Como residia na cidade de São Paulo, no Paraná foi questionado em relação ao seu domicílio eleitoral, com indícios que o principal domicílio apontado no endereço do deputado não era em Curitiba.
Em 2014 recebeu o convite de líderes da Igreja Mundial do Poder de Deus para ser candidato nas eleições. Foi então candidato a deputado estadual pelo PSC, afirmando que percorreu 25 mil km pelo interior do Paraná e visitou cerca de 220 unidades da igreja que pertence. Foi eleito à Assembleia Legislativa do Paraná (ALEP), na coligação que elegeu 12 deputados, liderada pelo candidato Ratinho Júnior. Obteve pouco mais de 23 mil votos. Em março de 2016 migrou para o Democratas, partido da base aliada do então governador Beto Richa.
Nas eleições de outubro de 2018 disputou a reeleição ao legislativo estadual, sendo eleito pelo PSL, na coligação formada também pelos partidos: Partido Trabalhista Cristão (PTC) e Patriota (PATRI).

## Controvérsias
Na declaração de bens do ano de 2014, o deputado declarou à Justiça Eleitoral onze imóveis próprios em seu nome, sendo que nenhum imóvel estaria localizado em Curitiba. Entretanto, desde 2015 recebia, até então, recursos da Alep para alugar um imóvel para sua moradia em Curitiba. O auxílio moradia que recebia foi destinado para pagamento de aluguel e o restante para taxas em um condomínio de casas no bairro Pilarzinho.
Outra situação polêmica foi a nomeação de seu filho de apenas 25 anos na época, Rodrigo Miranda Arruda Nunes, para o cargo de gerente na Agência Reguladora de Serviços Públicos Delegados de Infraestrutura do Paraná (Agepar). Outras situações semelhantes são: a esposa, Patrícia Miranda Arruda Nunes, é parte da Junta Administrativa de Recursos e Infrações (Jari), órgão ligado ao Detran. Patrícia ocupou a vaga que antes era ocupada pela irmã do deputado, a advogada Elaine Arruda Nunes Gonçalves que era até então filiada também ao PSC, que foi nomeada diretora adjunta do Departamento de Imprensa Oficial do Estado. Já a sobrinha do deputado, Alessandra Arruda Nunes Morano, ocupou um cargo em comissão na Secretaria de Desenvolvimento Urbano do Paraná. Todas as indicações de pessoas ligadas a Ricardo Arruda, são indicações do próprio parlamentar e avaliadas e selecionadas internamente em cada repartição. Contudo, durante a repercussão de cada fato, o governo estadual em nota alegou que todas as indicações vão de encontro com a qualificação comprovada de cada função. Além de pessoas com grau de parentesco com o deputado, um jovem de apenas 19 anos, Lucas Cristiano Gonçalves, foi indicado pelo deputado em setembro de 2017 para chefiar a Seção de Patrimônio da Administração dos Portos de Paranaguá e Antonina (APPA), uma empresa pública do Paraná. Em junho de 2018, já aos 20 anos, Lucas Cristiano Gonçalves foi promovido, sendo nomeado assessor da Presidência na APPA. O jovem, sem ensino superior, confirmou que a indicação era apor meio do referido deputado e alegou perfil técnico qualificado. Em resposta, o deputado negou à imprensa que a indicação tenha partido dele. Em agosto de 2018, o jovem assessor foi exonerado do cargo.
Em julho de 2018, a juíza Danielle Maria Busato Sachet, da 2° Vara Cível de Curitiba, determinou a retirada de determinados conteúdos veiculado nas redes sociais do deputado, afirmações consideradas ofensivas, caluniosas e fora de contexto, ultrapassando o limite do razoável em relação ao regular exercício do direito de manifestação.
Também em 2018, defendeu publicamente na Alep uma "intervenção militar" no país. Ressaltou ainda que, a intervenção tem apoio popular, e se for necessário é preciso apoiá-la. Além disso, criticou o Supremo Tribunal Federal (STF), bem como a atuação dos ministros. Outra questão polêmica, foi de ter acusado durante a sua fala na tribuna na Alep, a senadora Gleisi Hoffmann do Partido dos Trabalhadores, de ter sido a responsável por furar os pneus do ônibus e efetuar tiros contra a caravana do ex-presidente Lula, a qual denominou de "caravana do diabo". A então presidente do partido, Gleisi Hoffmann, processou o deputado, entrando com uma ação judicial.
Parte de uma obra do artista chinês Liu Ruowang exposta na Bienal Internacional de Arte Contemporânea de Curitiba, montada na área externa do Museu Oscar Niemeyer (MON) desapareceu após o deputado publicar no dia 5 de fevereiro de 2018, em sua página no Facebook, um vídeo criticando a obra. Questionado, o deputado afirmou não acreditar em uma relação entre os fatos e que seria apenas uma coincidência, não apoiando ou incentivando atos de vandalismo.